# Schneeberg (Fichtelgebergte)
De Schneeberg is de hoogste berg van het Fichtelgebergte in het noordoosten van Beieren, Duitsland.
De bijnaam van de top is Backöfele (bakoven), dit is heden ten dage ook de naam van de uitkijktoren op de top. In de Dertigjarige Oorlog zouden de mensen uit de omliggende plaatsen hiernaartoe gevlucht zijn om hun brood te bakken.
Omdat de top van de berg een goed overzicht over de wijde omgeving geeft, is de berg in de geschiedenis altijd van strategisch belang geweest. Hoewel de weg naar de top geasfalteerd is, is deze niet voor verkeer toegankelijk. Wel zijn er meerdere wandelpaden naar de top.
Rond het hoogste punt van de Schneeberg is de gemiddelde jaartemperatuur slechts 3,7°C. Hierdoor groeien hier beschermde plantensoorten uit de voorbije ijstijd, en is het verboden het gebied buiten de paden te betreden.